# Giovanni Mozzetta
Giovanni Mozzetta (XVII secolo – XVII secolo) è stato un architetto italiano.

## Biografia

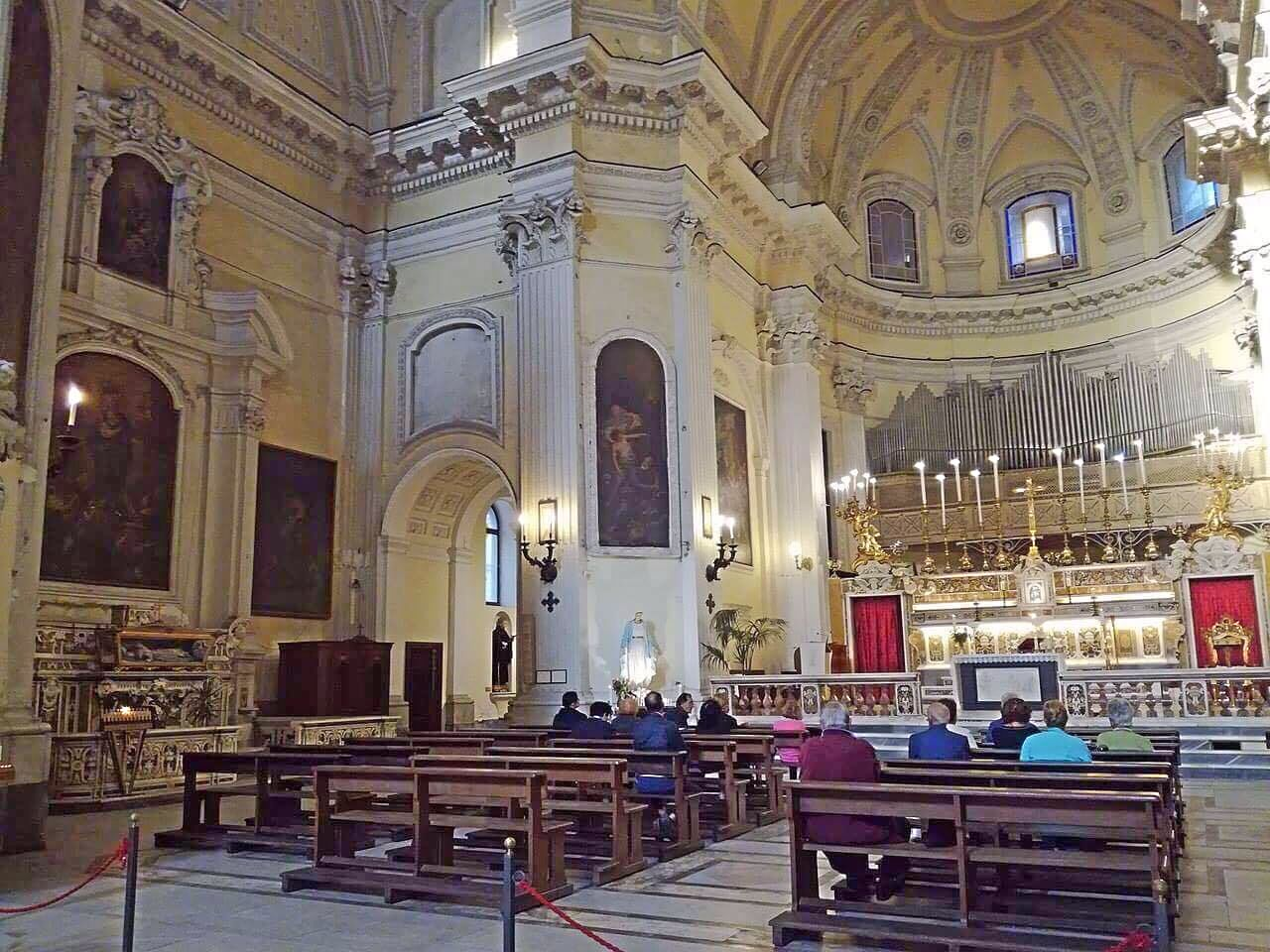
Basilica di San Pietro ad Aram - Interno

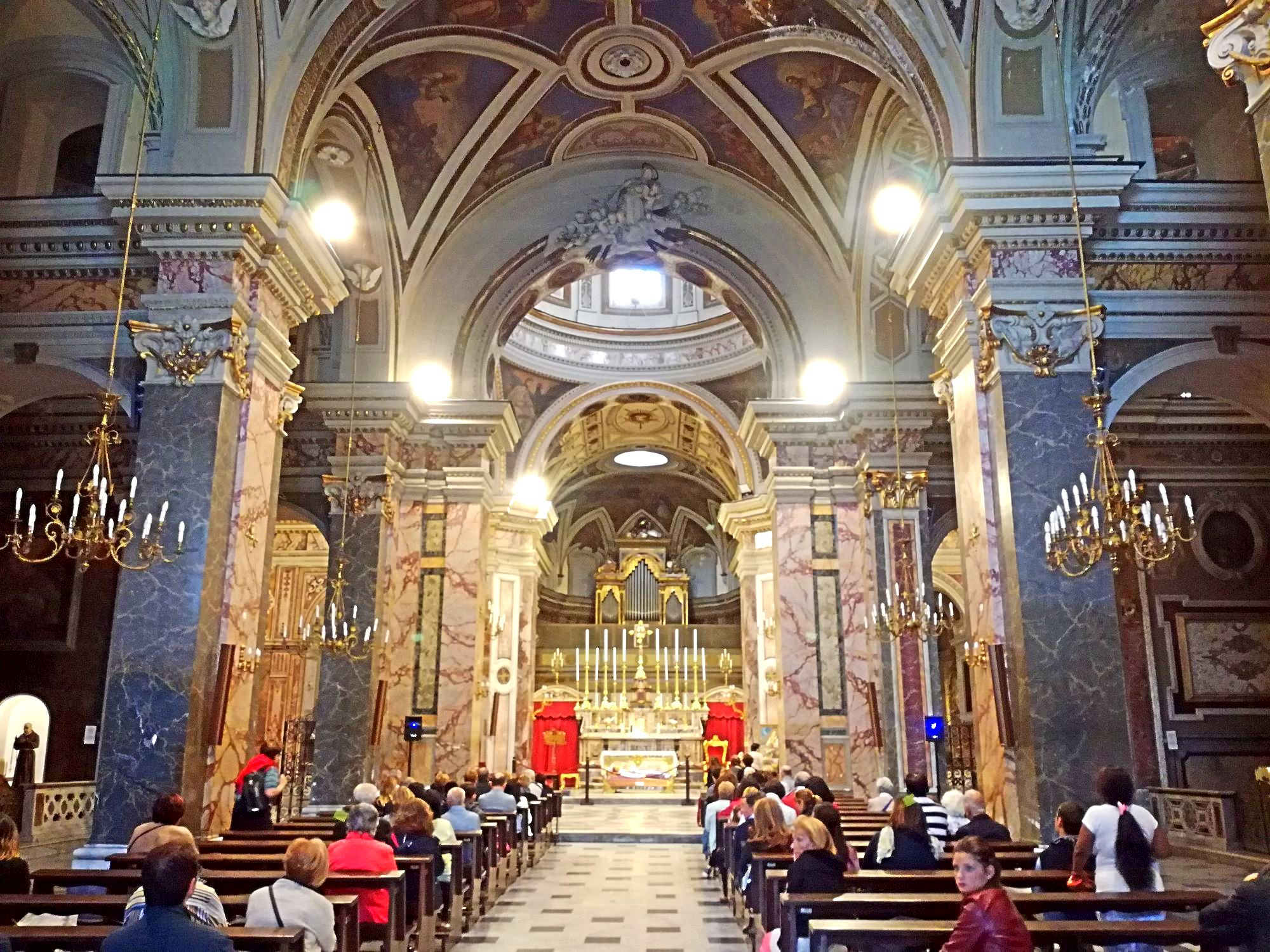
Chiesa di San Domenico Soriano - Interno

Mancano notizie biografiche su questo architetto barocco di area napoletana. Della chiesa di Santa Maria Regina Coeli, che è in Vico San Gaudioso, a Napoli, Giovanni Mozzetta ha disegnato l'altare maggiore.
La ristrutturazione della basilica di San Pietro ad Aram, a Napoli, compiuta negli anni fra il 1650 e il 1690, fu realizzata su un precedente disegno di Pietro De Marino (architetto e ingegnere, morto a Napoli nel 1673) e di Giovanni Mozzetta.
Nella Chiesa di San Giuseppe de' Falegnami, a Napoli, la cappella di San Nicola da Bari ha l'altare in marmo bianco e marmi policromi, costruito su disegno di Giovanni Mozzetta. L'altare maggiore della chiesa di San Domenico Soriano, realizzata per i domenicani calabresi fra il 1610 e il 1660, è di Giovani Mozzetta e di Matteo Pelliccia.